# Plektrum (album av Tomas Ledin)
Plektrum utkom 2006 och är ett musikalbum av den svenske popartisten Tomas Ledin. På albumlistorna toppade det i Sverige den 22 juni 2006, och nådde som högst 26:e plats i Finland.

## Låtlista
1. "Inte en chans" – 3:54
2. "Ja' ville va'" – 2:59
3. "Gilla läget" – 3:25
4. "Jag kanske inte säger det så ofta" (Lasse Anderson) – 4:30
5. "Om så bara för en kväll" – 3:47
6. "Sången om en kvinna och en man" (Rolf Eriksson) – 5:30
7. "Hela huset sov" – 5:06
8. "Änglar i snön" (Dan Hylander) – 3:49
9. "Vi är på gång - VM 2006" – 3:10
10. "Snart" – 4:34

## Listplaceringar
| Lista (2006) | Position |
| ------------ | -------- |
| Finland      | 26       |
| Sverige      | 1        |